# Гольдштейн, Ребекка
Ребекка Гольдштейн (англ. Rebecca Newberger Goldstein; род. 23 февраля 1950, Уайт-Плейнс, Нью-Йорк) — американский философ, также новеллист и публичный интеллектуал. Автор десяти книг.
Родилась в ортодоксальной еврейской семье. Её старший брат является ортодоксальным раввином.
Училась в Городском колледже Нью-Йорка, Калифорнийском университете в Лос-Анджелесе, Барнард-колледже — последний окончила со степенью бакалавра искусств summa cum laude в 1972 году. Затем продолжила образование в Принстоне, где в 1977 году получила степень доктора философии (Ph.D.) по философии, диссертация «Редукция, реализм и разум» («Reduction, Realism and the Mind»), научный руководитель Томас Нагель. По получении докторской степени возвратилась в свою альма-матер Барнард-колледж — в качестве ассистент-профессора философии (1976-1986). Однажды во время летних каникул она написала свой первый роман «The Mind-Body Problem» (1983).
В 1996—2001 годах стипендиат Фонда Макартура. В 2006-2007 годах Гуггенхаймовский стипендиат.
В 2001—2006 годах приглашённый профессор философии Тринити-колледжа.
С 2007 года сотрудница психологического департамента Гарварда.
С 2012 года профессор философии в Лондоне.
В 19 лет, в 1969 году, вышла замуж первый раз (развелись в 1999 году). Супруг Пинкер, Стивен Артур (с 2007 года). Две дочери от первого брака: писательница Яэль Гольдштейн Лав и поэтесса Даниэль Блау.
Член Американской акад. искусств и наук (2005).
Среди её наград Национальная гуманитарная медаль США (2014) и премия им. Ричарда Докинза (2014). Почётный доктор Эмерсон-колледжа (2008).
Её книга «Incompleteness: The Proof and Paradox of Kurt Godel» была названа лучшей книгой 2005 года по версии Discover, Chicago Tribune, New York Sun.
Её последний роман «Thirty-Six Arguments for the Existence of God: A Work of Fiction» (2010) была названа лучшей художественной книгой года по версии The Christian Science Monitor.

## Книги
- The Mind-Body Problem (Random House, 1983)
- The Late-Summer Passion of a Woman of Mind (1989)
- The Dark Sister (1993)
- Strange Attractors (1993)
- Strange Attractors: Stories (Viking, 1993, Penguin, 1994)
- Mazel (1995)
- Properties of Light: A Novel of Love, Betrayal and Quantum Physics (Houghton Mifflin, 2000)
- Incompleteness: The Proof and Paradox of Kurt Godel (Atlas Books/Norton, 2005)
- Betraying Spinoza: The Renegade Jew Who Gave Us Modernity (Nextbooks/Schocken, 2006)
- Thirty-Six Arguments for the Existence of God: A Work of Fiction (2010)
- Plato at The Googleplex: Why Philosophy Won’t Go Away (2014), была переведена на греческий, португальский, корейский, японский